# Église du Sacré-Cœur de Tan Dinh
L'église du Sacré-Cœur de Tan Dinh est une église catholique du quartier de Tan Dinh (3e arrondissement) à Saïgon (officiellement : Hô Chi Minh-Ville) au sud du Viêt Nam.

## Présentation
Elle dépend de l'archidiocèse d'Hô Chi Minh-Ville. Cette église de style néo-roman a été construite de 1870 à 1876 à l'époque de l'Indochine française et dédiée au Sacré-Cœur de Jésus. Son clocher datant de 1929 mesure 52,60 mètres de hauteur et il est surmonté d'un toit octogonal couronné d'une croix de bronze de 3 mètres de hauteur. Le clocher comporte cinq cloches pesant environ 5,5 tonnes. Tan Dinh était à l'époque de la construction de l'église un faubourg de convertis chrétiens de Saïgon séparé de la ville par la rue Richaud.
C'est l'église la plus grande de la ville, après la Cathédrale Notre-Dame de Saïgon. Elle se trouve rue Hai Bai Trung (anciennement rue Paul-Blanchy).
Le corps de Donatien Éveillard (1835-1883), missionnaire des Missions étrangères de Paris qui fut à l'origine de la construction de l'église repose devant l'autel de la Vierge.